# Marilyn Waniek

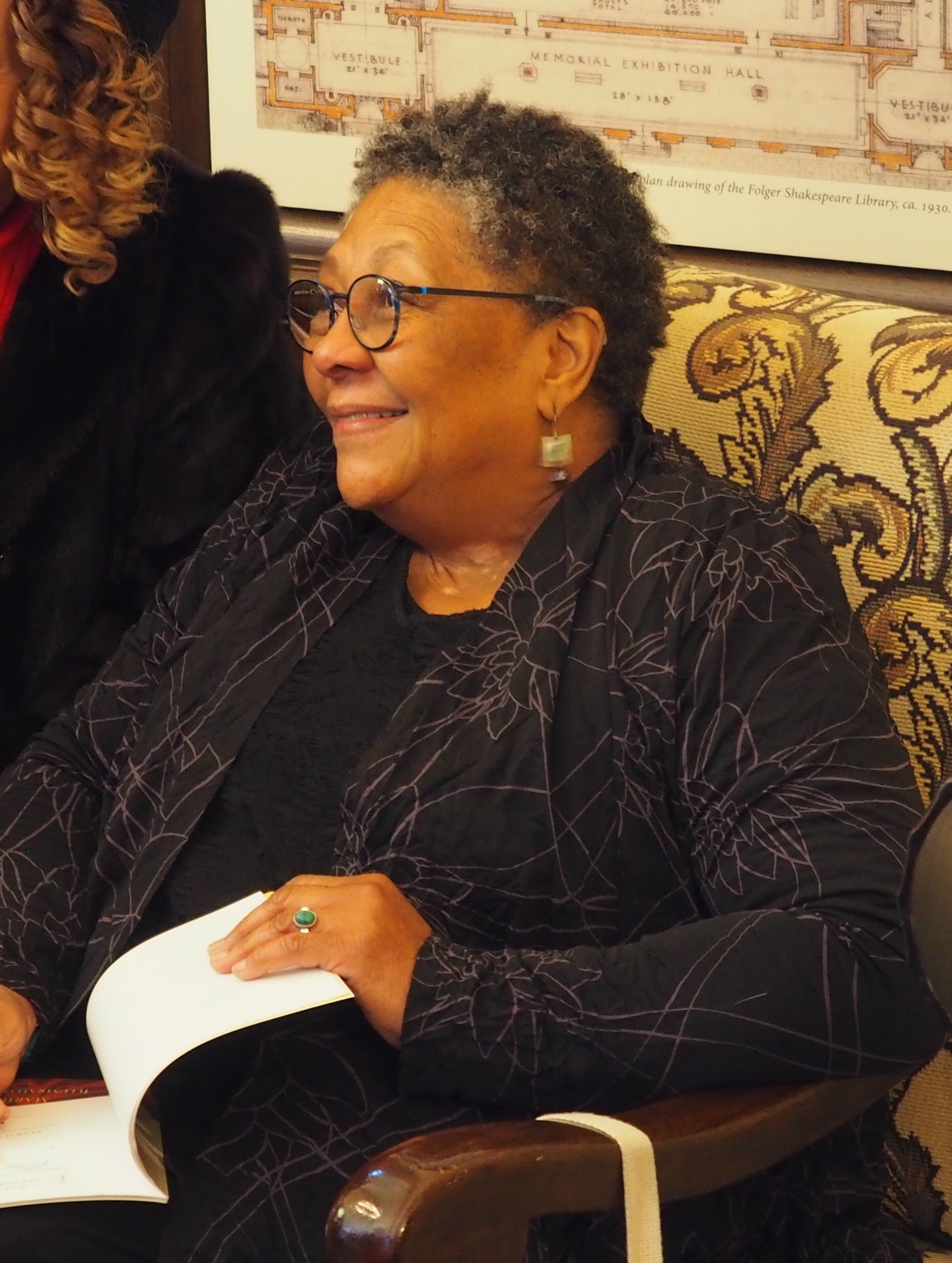
Marilyn Waniek (2019)

Marilyn Nelson Waniek (geboren am 26. April 1946 in Cleveland, Ohio) ist eine amerikanische Lyrikerin, Kinderbuchautorin, Übersetzerin und Literaturwissenschaftlerin.

## Leben und Wirken
Als Kind in einer Militärbasis aufgewachsen, fing sie schon in der Grundschule mit ersten schriftstellerischen Versuchen an. Sie erhielt ihren Bachelor an der Universität von Kalifornien in Davis, 1970 ihren Master an der Universität von Pennsylvania und 1979 ihren Doktor der Philosophie an der Universität von Minnesota.
Von 2001 bis 2006 war sie Poeta Laureatus des Bundesstaates Connecticut.

## Einzelwerke
- Sweethearts of Rhythm: The Story of the Greatest All-Girl Swing Band in the World, Dial Books, 2009, Illustrator Jerry Pinkney, ISBN	9780803731875
- The Freedom Business: Including A Narrative of the Life and Adventures of Venture, a Native of Africa. Front Street, 2008, ISBN 978-1-932425-57-4 (englisch, Google Books).
- A Wreath for Emmett Till. Houghton Mifflin, 2005, ISBN 978-0-618-39752-5 (englisch, Google Books).
- The Cachoeira Tales, and Other Poems. Louisiana State University Press, 2005, ISBN 978-0-8071-3064-3 (englisch, Google Books).
- Fortune’s Bones: The Manumission Requiem (Front Street, 2004, notes and annotations by Pamela Espeland)
- Carver, a Life in Poems, Front Street, 2001, ISBN 978-1-886910-53-9
- The Fields of Praise: New and Selected Poems. Louisiana State University Press, 1997, ISBN 978-0-8071-2175-7 (englisch, Google Books).
- Magnificat. Louisiana State University Press, 1994, ISBN 978-0-8071-1921-1 (englisch, Google Books).
- The Homeplace. Louisiana State University Press, 1990, ISBN 978-0-8071-1641-8 (englisch, Google Books).
- Mama's Promises. Louisiana State University Press, 1985, ISBN 978-0-8071-1250-2 (englisch, Google Books).
- For the Body, Louisiana State University Press, 1978, ISBN 978-0-8071-0464-4
- She-Devil Circus (Aralia Press, 2001)
- Triolets for Triolet (Curbstone Press, 2001)
- Partial Truth (The Kutenai Press, 1992)

## Gemeinschaftswerke
- The Freedom Business: Connecticut Landscapes Through the Eyes of Venture Smith (Lyme Historical Society, Florence Griswold Museum, 2006, illustrated by American paintings from the Florence Griswold Museum)
- Marilyn Waniek, Elizabeth Alexander, illustrated by Floyd Cooper: Miss Crandall’s School for Young Ladies and Little Misses of Color. Wordsong, 2007, ISBN 978-1-59078-456-3 (englisch, Google Books).
- Pemba’s Song : A Ghost Story (Scholastic Press, 2008, with Tonya Hegamin)
- The Cat Walked Through the Casserole (Carolrhoda Books, 1984, with Pamela Espeland, various illustrators)

## Übersetzungen
- The Ladder by Halfdan Rasmussen (translated from Danish, Candlewick, 2006, illustrated by Pierre Pratt)
- The Thirteenth Month by Inge Pedersen (translated from Danish, Oberlin College Press, 2005)
- Hecuba by Euripedes, in Euripedes I, Penn Greek Drama Series (translated from earlier English translations, University of Pennsylvania Press, 1998)
- Hundreds of Hens and other poems for children by Halfdan Rasmussen (translated from Danish, Black Willow Press, 1982, with Pamela Espeland, illustrations by D.M. Robinson)

## Kinderbücher
- Snook Alone, Candlewick Press, 2010, Illustrator Timothy B. Ering|Timothy Basil Ering, ISBN 978-0-7636-2667-9
- Beautiful Ballerina (Scholastic Press, 2009, photographs by Susan Kuklin), ISBN 978-0-545-08920-3
- The Ladder by Halfdan Rasmussen (Candlewick, 2006)
- The Cat Walked Through the Casserole (Carolrhoda Books, 1984)
- Hundreds of Hens and other poems for children by Halfdan Rasmussen (Black Willow Press, 1982, with Pamela Espeland, illustrations by D.M. Robinson)

## Weitere Preise und Ehrungen
- 1992 Anisfield-Wolf Award
- 1998 Poets' Prize
- 2001 Boston Globe-Hornbook Award
- 2005 Boston Globe–Horn Book Award